# Eudendrium arbuscula
Eudendrium arbuscula är en nässeldjursart som beskrevs av Wright 1859. I den svenska databasen Dyntaxa används istället namnet Eudendrium arbusculum. Eudendrium arbuscula ingår i släktet Eudendrium och familjen Eudendriidae. Arten är reproducerande i Sverige. Inga underarter finns listade i Catalogue of Life.